# Transocean
A Transocean Ltd. é a maior empresa de serviços de perfuração marítima do mundo.

## Histórico
A empresa surgiu da cisão da Sonat, Inc. em 1993 e foi originalmente denominada Sonat Offshore Drilling, Inc. A empresa adquiriu então o grupo norueguês Transocean ASA em 1996, passando a adotar o seu nome. Em 2000 a empresa fundiu-se com a Sedco Forex, adotando a denominação Transocean Sedco Forex. Em 2001 a empresa comprou a Reading & Bates Falcon. A empresa voltou a chamar-se Transocean em 2003. Em novembro de 2007 fundiu-se com a GlobalSantaFe Corporation.